# Rheotanytarsus formosae
Rheotanytarsus formosae är en tvåvingeart som beskrevs av Jean-Jacques Kieffer 1921. Rheotanytarsus formosae ingår i släktet Rheotanytarsus och familjen fjädermyggor.
Artens utbredningsområde är Taiwan. Inga underarter finns listade i Catalogue of Life.